# Dolgensee (Märkische Höhe)
Der Dolgensee ist ein 25 Hektar umfassender See im Naturpark Märkische Schweiz auf der Gemarkung von Ringenwalde, einem Ortsteil der Gemeinde Märkische Höhe im Brandenburger Landkreis Märkisch-Oderland.
Das naturbelassene Gewässer liegt im Übergangsbereich des östlichen Barnimhangs zur Stobberniederung. Es bildet das südlichste Glied einer vierteiligen Seenkette, die ein Feuchtbiotop in der Ringenwalder Heide zur Alten Oder entwässert. Der von Wald umgebene See wird fischereiwirtschaftlich und zum Angeln genutzt und verfügt über eine Badestelle.

## Geographie

### Geographische Lage und Verkehrsanbindung
Der Dolgensee liegt in der südöstlichen Ecke der Gemarkung Ringenwaldes, seine nord- und südöstlichen Ufer bilden die Grenze zur Gemarkung von Altfriedland. Vom Dorf Ringenwalde ist er rund zwei Kilometer entfernt, befindet sich aber deutlich dichter am Altfriedländer Ortsteil Karlsdorf. Südöstlich am Stobber folgt die ehemalige Lapenower Mühle, an der heute eine Forellenzucht besteht.
Nordöstlich des Sees, am Ufer des benachbarten kleinen Kesselsees, befindet sich ein Parkplatz an der vorbeiführenden Landesstraße 34, die oberhalb von Karlsdorf von der Bundesstraße 167 abzweigt und nach Westen über Karlsdorf, den Dolgensee, Ringenwalde, Reichenberg und Bollersdorf quer durch den Naturpark Märkische Schweiz verläuft und nordwestlich von Buckow zur Bundesstraße 168 führt. Die Busverkehr Märkisch-Oderland (BMO) verbindet den See im Öffentlichen Personennahverkehr nach Osten mit Seelow und Neuhardenberg und nach Westen über die Dörfer der Landesstraße 34 mit Strausberg.

### Geomorphologie und Hydrologie
Das Gewässer befindet sich am Übergangsbereich der Buckower Rinne (auch: Löcknitz-Stobber-Rinne) zum Oderbruch. Die glaziale Schmelzwasserrinne hat sich in den letzten beiden Phasen der Weichsel-Eiszeit zwischen dem von Toteis gefüllten Oderbruch und dem Berliner Urstromtal (heutiges Spreetal) herausgebildet und trennt die Barnimplatte von der Lebuser Platte. Die rund 30 Kilometer lange und zwei bis sechs Kilometer breite Rinne entwässert vom Niedermoor- und Quellgebiet Rotes Luch über Stobberbach/Löcknitz nach Südwesten zur Spree und über den Stobber nach Nordosten zur Oder.
Am östlichen Barnimhang zur Stobberniederung verläuft parallel zum Stobberlauf eine kleinere Seenkette, die sich vom Dolgensee über den Kesselsee (3,5 ha) und Lettinsee (16 ha) nach Nordosten bis zum Klostersee (55 ha) zieht. Dem ersten Glied der Kette, dem Dolgensee, fließt ein rund 600 Meter langer namenloser Graben aus einem Feuchtbiotop der Ringenwalder Heide südwestlich des Sees zu. Das Gefälle vom 9,8 Meter über Normalnull liegenden Dolgensee zum Klostersee beträgt 4,5 Meter. Der seenverbindende Graben trägt spätestens nach dem Kesselsee den Namen Barschegraben (ab Klostersee gelegentlich auch als Klostergraben bezeichnet) und entwässert die gesamte Kette vom Klostersee in den Friedländer Strom, der rund zwei Kilometer südöstlich aus der Vereinigung von Stobber und Quappendorfer Kanal hervorgegangen ist. Die Fläche des Dolgensees beträgt 25 Hektar, seine maximale Tiefe rund drei Meter. Sein erster schmaler Teil zieht sich von Südwest nach Nordost, die kürzere, aber breitere Hälfte knickt fast rechtwinklig nach Osten Richtung Stobberniederung ab.

## Flora und Fauna

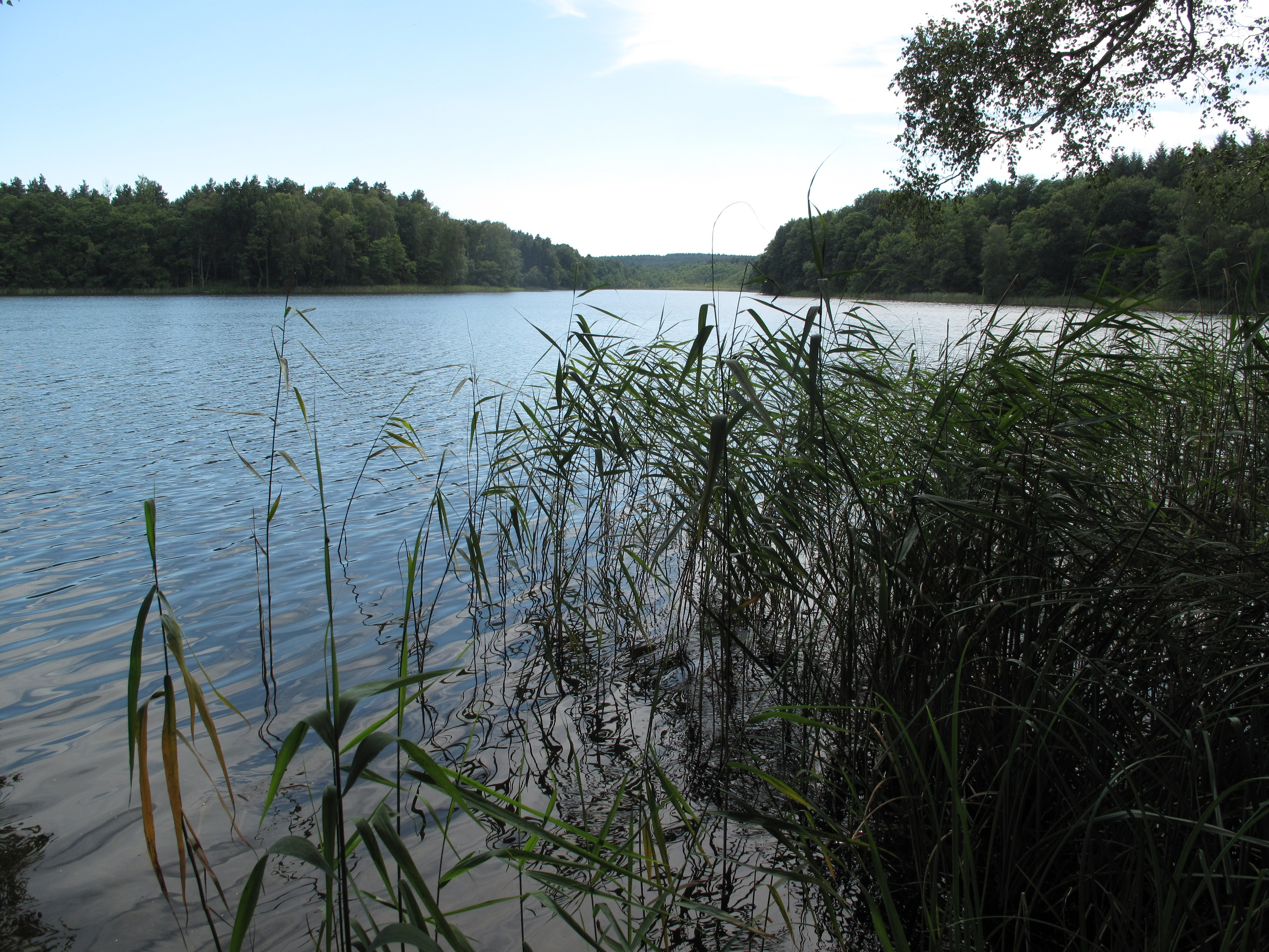
Blick vom Nordufer über den nach Südwesten abknickenden schmalen Seeteil

Im See kommen die laut Roter Liste Brandenburg im Bestand zurückgehenden Zander und Aale vor. Vereinzelt leben zudem Hechte und Welse im Gewässer. Hauptfischarten sind Karpfen, Marmorkarpfen, Silberkarpfen, Brassen, Güstern, Barsche, Rotauge, Rotfeder, Schleie und Ukelei.
Das naturbelassene Gewässer ist vollständig von Wald umgeben; am Südende um den wasserzuführenden Graben befindet sich ein Feuchtgebiet. Die reich strukturierten Laubwälder des Naturparks Märkische Schweiz mit nach der Bundesartenschutzverordnung (BArtSchV) in Deutschland besonders geschützten Leberblümchen sowie Gelben Anemonen, Bachkraut, Wiesenprimel und Großblütigem Springkraut prägen Hainbuchen, Stiel- und Traubeneichen, Blutbuchen und Robinien. An den etwas feuchteren Standorten gedeihen Ulmen-, Ahorn- und Lindenarten sowie Rotbuchen. Eine besondere Rolle für die Ökologie spielen die reichen Totholzbestände. Durch die Wälder streifen Rehe, Schwarzwild und Füchse sowie seit den 2000er-Jahren zunehmend auch Marderhunde und die Neozoen Waschbären und Minks. Unterhalb des Sees zieht sich das Naturschutzgebiet Stobbertal entlang, das bei den Karlsdorfer Teichen in das Europäische Vogelschutzgebiet Altfriedländer Teich- und Seengebiet mit dem zentralen Kietzer See übergeht. Das Wappentier des Naturparks Märkische Schweiz, die in Deutschland stark gefährdete Gemeine Keiljungfer, findet im sauerstoffreichen und bewegten Wasser des Stobbers einen idealen Lebensraum.

## Geschichte und Nutzung

### Etymologie
Das Gewässer wurde, soweit bekannt, erstmals 1587 im Erbregister der Herrschaft Friedland als Dolgen erwähnt. 1824 verzeichnete das preußische Urmesstischblatt den Namen Dolgensee. Der Name stammt aus der Slawischen Siedlungszeit und bezeichnet die Form des Sees. Das Brandenburgische Namenbuch bezieht den Namen auf die altpolabische Grundform Dolg- = Langer (See) zu dolg = lang. Das -en ist eine deutsche Flexionsendung.

### Bewirtschaftung und Siedlung

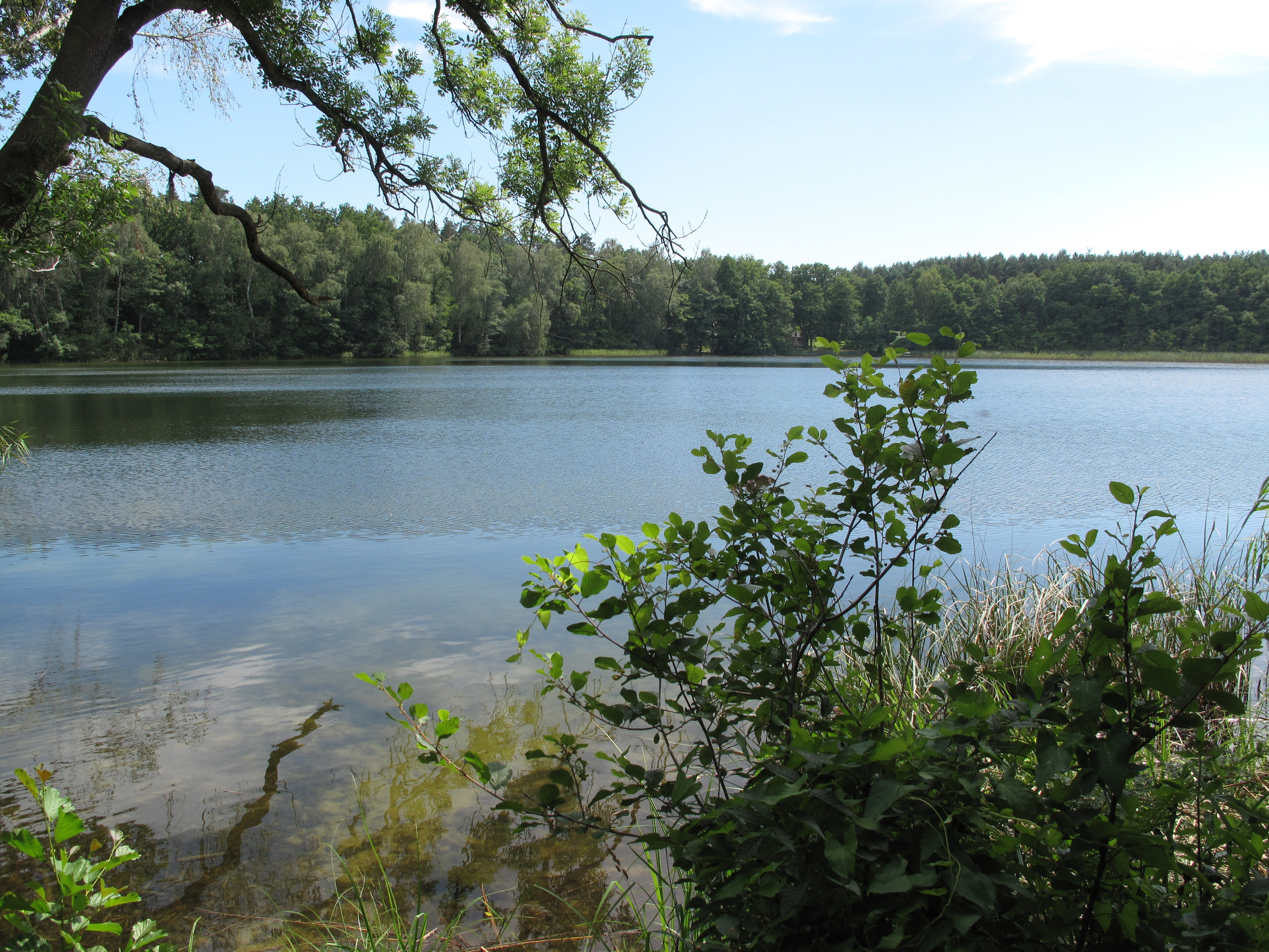
Blick vom Nordufer über das Nordbecken nach Süden

Der See wird von Anglern und von der Berufsfischerei genutzt; das Bootsangeln ist erlaubt. Er wird von der Fischereigenossenschaft „Schlaubefisch eG“ bewirtschaftet, die 1991 aus der „ZBE Satzfischproduktion Frankfurt/Oder“ hervorgegangen ist (ZBE = Zwischenbetriebliche Einrichtung, eine Verbindung verschiedener Einrichtungen zur Zusammenarbeit, beispielsweise in der Landwirtschaft). Am See gibt es eine unbeaufsichtigte Badestelle. Zwischen dem Ostufer und der Stobberniederung an der Lapenower Mühle liegt die Bungalow-/Datschensiedlung „Am Dolgensee e. V.“, die noch zu Ringenwalde gehört.
In der DDR-Zeit befand sich am Dolgensee auf einer Fläche von 6,9 Hektar eine Außeneinrichtung des nahegelegenen Flugplatzes Marxwalde, heute Flugplatz Neuhardenberg. Die Einrichtung war Teil des Jagdfliegergeschwaders 8 der NVA-Luftstreitkräfte. Zudem bestanden hier ein 2800-m-Punkt (Navigationspunkt der Funknavigation) und eine Funksendestelle für die DDR-Regierungsstaffel TG-44, die seit 1960 auf dem Flugplatz stationiert war.

### Besitz
Der See stand bis Mitte 2012 unter der Verwaltung der BVVG Bodenverwertungs- und -verwaltungs GmbH, einem Unternehmen der Bundesrepublik Deutschland für die Verwaltung, Verpachtung und den Verkauf von land- und forstwirtschaftlichen Flächen auf dem Gebiet der neuen Bundesländer. Um die vom Bund vorgesehene Privatisierung von Brandenburger Gewässern zu verhindern, setzte die Landesregierung 2012 aufgrund von Protesten von Anwohnern, Umweltverbänden und Politikern nach zweijährigen Verhandlungen den Kauf von 80 betroffenen Gewässern für knapp vier Millionen Euro durch, darunter der Dolgensee. Wie die Diplom-Agronomin und Politikerin Bettina Fortunato (Die Linke), Abgeordnete des Landtages Brandenburg, mitteilt, wird die Landesregierung umgehend eine interministerielle Arbeitsgruppe bilden, um die Interessenlagen für die einzelnen Seen zu sondieren und gegebenenfalls die Übertragung an interessierte Kommunen vorzubereiten. Für die künftige Nutzung sollen die Tourismusentwicklung, Fischereiwirtschaft, der Natur- und Gewässerschutz sowie kommunale Interessen im Vordergrund stehen.